# Salaš Noćajski
Salaš Noćajski (ćir.: Салаш Ноћајски) je naselje u općini Srijemska Mitrovica u Srijemskom okrugu u Vojvodini.

## Stanovništvo
Prema popisu stanovništva iz 2002. godine u naselju Salaš Noćajski živi 1.879 stanovnika, od čega 1.484 punoljetnih stanovnika s prosječnom starosti od 39,7 godina (38,3 kod muškaraca i 41,3 kod žena). U naselju ima 605 domaćinstva, a prosječan broj članova po domaćinstvu je 3,68.
Prema popisu iz 1991. godine u naselju je živjelo 1.894 stanovnika.
| Etnički sastav 2002. |            |        |
| Narod                | Stanovnika |        |
| Srbi                 | 1.761      | 93,72% |
| Romi                 | 27         | 1,43%  |
| Hrvati               | 3          | 0,15%  |
| Slovenci             | 1          | 0,05%  |
| nepoznato            | 75         | 3,99%  |

| broj stanovnika | 1725  | 1814  | 2212  | 1829  | 1876  | 1894  | 1879  |
|                 | 1948. | 1953. | 1961. | 1971. | 1981. | 1991. | 2001. |

## Vanjske poveznice
- Karte, položaj vremenska prognoza
- Satelitska snimka naselja  Arhivirana inačica izvorne stranice od 6. ožujka 2021. (Wayback Machine)